# District de Mathura
Le district de Mathura (hindi : मथुरा ज़िला, ourdou : متھرا ضلع) est l'un des districts de l'État de l'Uttar Pradesh en Inde, appartenant à la division d'Agra.

## Description
Sa capitale est la ville de Mathura, une ville près de 300 000 habitants à 50 km au nord d'Agra. Cette ville est un lieu de pèlerinage.  En effet, la divinité Krishna y serait née.
La superficie est de 3 340 km2 et la population est en 2011 de 2 547 184 habitants. Cette population équivaut à celle du Koweït. 
Le taux d'alphabétisation dans le district est de 72,65%.

## Géographie
Le district fait partie de la division d'Agra. Au nord-est se trouve le district d'Aligarh, au sud-est le district d'Hathras, au sud le district d'Āgrā et à l'est les états d'Haryana et du Rajasthan.